# コシミハル
コシ ミハル（1960年1月3日 - ）は、日本の女性シンガーソングライター。本名・旧芸名は越 美晴（読み同じ）。

## 来歴
東京都小金井市出身。父は読売日本交響楽団のファゴット奏者、母は声楽家というクラシック音楽家の家庭に育つ。3歳からピアノ、8歳から作曲を始め、11歳で越路吹雪に憧れシャンソンの弾き語りを始める。またクラシックバレエを習う。和光大学人文学部卒業。
オーディション番組『君こそスターだ!』出場をきっかけに、1978年10月5日、RCAレコードから越美晴名義で発表したシングル「ラブ・ステップ」でメジャー・デビューする。1stアルバム『おもちゃ箱 第一幕』からシングルカットされた「気まぐれハイウェイ」ともどもヒット曲となり、ピアノを弾きながらシティ・ポップ系の楽曲を歌うスタイルは、当時人気だった原田真二の女性版とも例えられた。翌1979年にはNHK総合テレビの音楽番組『レッツゴーヤング』で「サンデーズ」の一員としてレギュラー出演した。
しかしデビュー当時の1970年代から1980年代初頭にかけては、音楽業界においてもテレビ番組や芸能雑誌が主要なメディアであり、若い女性シンガーソングライターはそれだけでアイドル歌手のような扱いを受けることが多かった。越美晴の場合もクラシック音楽の教育を受け、作詞・作曲・演奏を自らこなす正統派のシンガーソングライターであるにもかかわらず、その例に漏れなかった。同時代の女性シンガーソングライターには、大ヒット曲「異邦人 -シルクロードのテーマ-」を生みながら芸能界に違和感を覚え活動停止した久保田早紀、「みずいろの雨」などのヒット曲を多数生みながらも海外移住の道を選んだ八神純子、高い実力を持ちながら商業的に成功しなかったという理由で不本意な活動を強いられ、インディーズへ移行した中山ラビ、佐井好子などがいる。当時の所属レコード会社だったRCAは、RCA 3M作戦と称する販促用LPを制作、越美晴・桑名正博・竹内まりやの曲が収録されていた。
越美晴は1980年代以降、当時世界的にポピュラー音楽界を席巻していたテクノポップ、ニュー・ウェイヴに傾倒し、それに伴い音楽性も大きく変化を遂げる。細野晴臣との出会いを契機として「脱アイドル化」の道を自力で切り拓き、軽快なピアノ弾き語りのニューミュージック路線から180度転換して、フレンチ・ポップスを思わせる耽美的なテクノサウンドで従来からのファンを驚かせた。また同時期からクラシックやシャンソンのカバー曲も手掛けることになるが、これらは彼女が子供の頃から身に付け馴染んできたジャンルであり、むしろ前衛的なテクノサウンドに接近したことで原点回帰したとも言える。
1983年、遠藤賢司のレコーディングにキーボードとコーラスで参加したことを契機に、デモテープが細野に注目され、アルファレコードで細野が立ち上げたYENレーベルに移籍。同年、細野のプロデュースによりアルバム『Tutu』を発表。1曲目の「L'Amour Toujours」は、ベルギーのテクノ・ポップ・グループ、テレックスのカバーで、テレックスも全面参加。翌1984年には彼らのサポートのもとヨーロッパ・ツアーも行った。またこの頃から、YMOのオランダ盤を発売するアムステルダムのレコードレーベル、Pick Up Recordsからシングルやアルバムがリリースされ、彼女の楽曲が海外でも評価されるようになった。
その後も細野とのタッグは継続し、1985年に細野が立ち上げたレーベル、ノン・スタンダードに共に移籍、アルバム『Boy Soprano』を発表。過去のアイドル的イメージを断ち切るような大胆な刈り上げテクノカットのジャケットを使用した。同年にはますむらひろしによる漫画化作品を長編アニメーション映画化した『銀河鉄道の夜』の音楽制作に参加（音楽監督は細野）。また舞台女優として東京グランギニョル公演『ライチ・光クラブ』に客演するなど、活動の場を広げていった。
1988年から、20世紀初頭のフランス音楽のエスプリを現代に蘇らせるべく、サロンコンサート「Evening Cafe」を企画。その成果は、4年間のサロンコンサートから選曲された2枚のアルバム『La voix de Paris』『希望の泉』として結実する。シャンソンやオールド・ジャズを取り入れたノスタルジック志向を完成させてゆく。
1989年にファンハウスへ移籍。同時に名義を片仮名表記のコシミハルへ変更した。また同年にはサントリー・マドンナのCM曲「今宵マドンナ」が第10回広告音楽競技大会作曲賞を受賞した。
1992年から、自身の音楽と舞台美術、バレリーナによるパフォーマンスを融合させたステージ作品「Musique-hall」をプロデュースする。これらの音楽はCDとしてもまとめられている。
1995年、武満徹の作品を石川セリが歌ったアルバム『翼〜武満徹ポップ・ソングス』にアレンジと演奏で参加し、武満から「この人は天才だよ!」と絶賛された。
1996年には、細野（Mr. Harry Hosono Jr.名義）とのデュオ・ユニット、Swing Slowを結成し、アルバム『Swing Slow』を発表。その後、細野が新たに立ち上げたレーベル、Daisyworld Discsに移籍した。

## ディスコグラフィー

### シングル
1. ラブ・ステップ - 越美晴名義
1978年10月5日、RVC / RCAレコード（RVS-1151）[4]。
デビュー・シングル[1]。
アルバム『おもちゃ箱 第一幕』収録。
ジャケットデザインが2種類存在する。
B面は「あらびあん・らぷそでい」。
オリジナル・アルバム未収録曲。
『GOLDEN☆BEST 越美晴 RCA Years』収録。
2. 気まぐれハイウェイ - 越美晴名義
1979年3月5日、RVC / RCA（RVS-1165）。
アルバム『おもちゃ箱 第一幕』収録。
B面は「五月の風」。
アルバム『おもちゃ箱 第一幕』収録。
3. マイ・ブルーサマー - 越美晴名義
1979年、RVC / RCA（RVS-1184）。
オリジナル・アルバム未収録曲。
『GOLDEN☆BEST 越美晴 RCA Years』収録。
B面は「いい気なものね」。
アルバム『On The Street MIHARU II』収録。
4. カルディアの海 - 越美晴名義
1979年、RVC / RCA（RVS-565）。
オリジナル・アルバム未収録曲。
『GOLDEN☆BEST 越美晴 RCA Years』収録。
B面は「ハーバー・ライト」。
オリジナル・アルバム未収録曲。
『GOLDEN☆BEST 越美晴 RCA Years』収録。
5. 立入禁止 - 越美晴名義
1980年、RVC / RCA（RVS-555）。
アルバム『On The Street MIHARU II』収録。
B面は「いたずらアンニュイ」。
アルバム『On The Street MIHARU II』収録。
6. 赤い夜、蒼い朝 - 越美晴名義
1981年、RVC / RCA（RHS-516）。
アルバム『Make Up』収録。
B面は「匿名希望」。
アルバム『Make Up』収録。
7. さりげなくジンジャーエール - 越美晴名義
1981年、RVC / RCA（RHS-528）。
アルバム『Make Up』収録。
B面は「ポケットいっぱいラブソング」。
アルバム『Make Up』収録。
8. 野ばら Heidenröslein - 越美晴名義
1985年、TEICHIKU / NON-STANDRD（07NS-103）
シューベルトの歌曲『野ばら』のテクノ・アレンジ。
B面は「マリアンジュ」。
いずれもアルバム『Boy Soprano』収録。
刈り上げショートカットのジャケット写真を使用した。
9. マルセリーノの歌 La Canción de Marcelino - 越美晴名義
1987年、Sixty Records（7SS-13）
スペイン映画『汚れなき悪戯』主題歌の原語カバー。
B面は「天使に寄す L'acqua Sonora」。
いずれもアルバム『Echo de Miharu』収録。
10. シチリアーノ - コシミハル名義
1989年9月25日、FUN HOUSE（00FD-4025）。
B面は「パスピエ」。
いずれもアルバム『Passepied』収録。
11. マドンナ (single version) - コシミハル名義
1991年2月1日、FUN HOUSE（FHDF-1073）
B面は「クレプシドラ・サナトリウム (japanese version)」。
いずれもアルバム『父とピストル』とは別ヴァージョン。
12. ボンジュール・クク Bonjours coucou - コシミハル名義
1992年7月25日、FUN HOUSE（FHDF-1194）。
アルバム『希望の泉 Source D'espoir』収録。
B面は「シャンソン・ダムール」。
アルバム『La Voix De Paris』収録。

### アルバム

#### オリジナル・アルバム
1. おもちゃ箱 第一幕 - 越美晴名義
1979年3月5日
LP：RVC / RCAレコード（RVL-7211）CT：RVC / RCA（RCJ-1605）
1991年8月21日、CD：BMG VICTOR / RCA（BVCR-5022）
デビュー曲「ラブ・ステップ」、ヒット曲「気まぐれハイウェイ」など、一部の曲がベスト・アルバム『GOLDEN☆BEST 越美晴 RCA Years』に収録。
2. On The Street MIHARU II - 越美晴名義
1980年
LP：RVC / RCA（RVL-8044）CT：RVC / RCA（RCJ-1623）
CD再発はされていない。一部の曲がベスト・アルバム『GOLDEN☆BEST 越美晴 RCA Years』に収録。
3. Make Up - 越美晴名義
1981年、LP：RVC / RCA（RHL-8511）、CT：RVC / RCA（RCJ-0423）
CD再発はされていない。一部の曲がベスト・アルバム『GOLDEN☆BEST 越美晴 RCA Years』に収録。
4. Tutu（チュチュ） - 越美晴名義
1983年10月26日、LP：ALFA RECORDS / YEN LP：YLR-28011
1992年9月21日、CD：ALFA RECORDS / YEN（ALCA-378）
1994年12月21日、CD：ALFA RECORDS / YEN（ALCA-9117）
2021年6月12日、LP：Sony Music Direct / Great Tracks（MHJ7-16） <2021 PRE-MASTERING>
ALFA移籍第一弾。
4枚目アルバム制作中に物別れしたことからRVC/RCAとの契約を破棄。
その後、細野晴臣の助けの元ALFAで仕切り直しされた作品。
一部音源はRVC時代に録音していたものを買い上げて使用。
現在の公式プロフィールは本作から始まっており、RVC時代に関して記載されることは無い為、新生・越美晴のデビュー盤ともいえる。
5. Parallelisme（パラレリズム） - 越美晴名義
1984年9月25日、LP：ALFA RECORDS / YEN (YLR-28019)
1992年9月21日、CD：ALFA RECORDS / YEN（ALCA-379）
1994年12月21日、CD：ALFA RECORDS / YEN （ALCA-9118）
2021年6月12日、LP：Sony Music Direct / Great Tracks（MHJ7-17） <2021 PRE-MASTERING>
6. Boy Soprano（ボーイ・ソプラノ） - 越美晴名義[8]
1985年11月21日
LP：TEICHIKU / NON-STANDRD（28NS-7）CT：TEICHIKU / NON-STANDRD（N28S-7）
1985年12月16日、CD：TEICHIKU / NON-STANDRD（30CH-160)
1990年12月21日、CD：TEICHIKU / NON-STANDRD（TECN-18044
2001年11月21日、CD：TEICHIKU / NON-STANDRD（TECN-18753）<2001 REMASTER>
2015年12月16日、SHM-CD：TEICHIKU / NON-STANDRD（TECI-1477）<2001 REMASTER>
2021年8月18日、DL：TEICHIKU / NON-STANDRD <2021 REMASTER>
細野晴臣がプロデューサーとして参加したNON-STANDARDでの唯一の作品。
7. echo de MIHARU（エコール・ド・ミハル）- 越美晴名義
1987年3月25日
LP：Sixty Records（28SL-9）CT：Sixty Records（28ST-9）
1989年3月25日、CD：Sixty Records（32SD-9）
1993年2月24日、CD：Sixty Music Network / BMG VICTOR（SXCR-303）
8. Passepied（パスピエ）- コシミハル名義
1989年10月25日、CD：FUN HOUSE（00FD-7125）
FUN HOUSE移籍第一弾。本作より表記が「コシミハル」となる。
9. 心臓の上 - コシミハル名義[9]
1990年、CD+BOOK：FUN HOUSE（FXD-7014）
CDブック。文と音楽はコシミハル、イラストは画家の赤木仁。
10. 父とピストル (Der Vater und die Pistole) - コシミハル名義
1991年1月25日、CD：FUN HOUSE（FHCF-1108）
CMで話題となった原田知世の「マドンナ」を自ら歌唱・収録。
11. La voix de Paris（ラ・ヴォワ・ド・パリ ）- コシミハル名義
1992年7月6日、CD：Medium（RISU-001）
Mediumにて通信販売されたカバー・アルバム。
12. 希望の泉 (Source d'espoir) - コシミハル名義
1992年10月1日、CD：FUN HOUSE（FHCF-2030）
13. Chanson Solairer（シャンソン・ソレール）- コシミハル名義
1995年10月25日、CD：FOA Records（FRCA-1002）
日本語でシャンソンをカバーした企画アルバム。
14. ロデオ・ド・パリ (Rodeo de Paris) - コシミハル名義
1997年10月21日、CD：NIPPON COLUMBIA / DENON（COCA-14427）
2021年8月18日、DL：NIPPON COLUMBIA / BETTER DAYS（COKM-43390）<2021 REMASTER>
世田谷パブリック・シアターと共同主催の「Musique-hall」と連動。
1998年「ロデオ・ド・パリ」、1999年「ロデオ・ド・パリ2」を上演。
15. オートポルトレ コシミハル・アンソロジー - コシミハル名義[10]
1998年7月23日、ニュートーラス（TACT-1013/4）
2枚組。10枚のアルバムから選んだ26曲に、新録2曲を収録した本人監修ベスト・アルバム。
16. ペリカン通り殺人事件 (L'Assassinat De La Rue Du Pélican) - コシミハル名義
2000年2月23日
CD：Daisyworld Discs / Re-Wind Recordings（RWCL-20007）
1996年に設立された細野晴臣のDaisyworld Discsに2nd seasonからの参加でリリースされた移籍第一弾。
発売元は頻繁に変わるが、以降2013年の6th seasonまで所属、2015年には岡田崇によって引き継がれたLi'l Daisyでもリリース。
17. Frou-frou（フルフル） - コシミハル名義
2001年4月21日
CD：Daisyworld Discs / Re-Wind Recordings（RWCL-20012）
18. コルセット (Corset) - コシミハル名義
2003年3月5日
CD：Daisyworld Discs / avex / cutting edge （CTCR-16049）
同時期に上演された「Musique-hall」と連動。同年「コルセット」を上演。
19. 覗き窓 (Le Judas) - コシミハル名義
2008年8月6日
CD：Daisyworld Discs / Columbia Music Entertainment（COCP-35104）
2013年5月22日
CD：Daisyworld Discs / Victor Entertainment / SPEEDSTAR RECORDS（VICL-64034）
天王洲アートスフィアで上演された「Musique-hall」と連動。
20. Epoque de Techno（エポック・ドゥ・テクノ） - コシミハル名義[11][12]
2009年11月18日
CD：Sony Music Direct / GT Music（MHCL 1627/8）
2枚組。
越美晴名義の『Tutu』『Parallelisme』の2枚のアルバムをカップリングしたリマスター復刻盤。ボーナス・トラックとして、YENレーベルコンピレーション・アルバム『WE WISH YOU A MERRY CHRISTMAS』収録「Belle Tristesse 妙なる悲しみ」、オランダ盤シングルのみ収録「Petit Paradis」英語バージョンの2曲を収録。ジャケットデザインは浅葉克己で、ウサギのイラストが描かれている。
21. Madame Crooner（マダム・クルーナー）- コシミハル名義
2013年5月22日
CD：Daisyworld Discs / Victor Entertainment / SPEEDSTAR RECORDS（VICL-64033）
22. MOONRAY（ムーンレイ）- コシミハル名義
2015年10月30日、CD：Li'l Daisy（TNIY-7567）
2016年12月21日、LP：JET SET（JSLP-075）
2013年のリリースを最後に2017年に閉鎖されたDaisyworld Discsを引き継ぎ自主制作にて作品を製造・販売する岡田崇によるLi'l Daisyからの作品。7インチ紙ジャケット仕様。
23. 秘密の旅 - コシミハル名義
2021年9月15日
CD+Blu-ray：NIPPON COLUMBIA / BETTER DAYS（COZB-1804/5）
2000年以降長年所属したDaisyworld Discs及びLi'l Daisyから離れてリリースする久々の作品。1997年、2008年と断続的に作品を発表したNIPPON COLUMBIA自体に移籍しての第一弾。

#### サウンドトラック
いずれも細野晴臣が音楽監督を務めた映画作品のサウンドトラックに参加。
1. 銀河鉄道の夜 Nokto De La Galaksia Fervojo[13] - 細野晴臣、コシミハル、鈴木惣一朗などが参加。
1985年、ノン・スタンダード。
CD：30CH-95、LP：25NS-5、カセットテープ：N25S-5
CD再発：1990年、ノン・スタンダード（TECN-18035）
CD選書：1996年、バイディス/テイチク（TECN-15341）
SHM-CD：2008年12月17日、ノン・スタンダード/テイチク（TECI-1239）。紙ジャケット仕様、リマスター盤。
2枚組特別盤：2018年12月12日、ノン・スタンダード/テイチク（TECI-1601）[14]。
Disc-1にはリマスター音源とボーナス・トラック4曲、Disc-2にはCM曲やデモ曲など、細野所有の未発表音源から15曲を収録。
2. グーグーだって猫である オリジナル・サウンドトラック[15]
2008年8月27日
Daisyworld Discs/コロムビアミュージックエンタテインメント（COCP-35115）
主題歌「グッド グッド Good Good」をはじめ、劇中で使用された音楽を全23曲収録。細野晴臣、コシミハル、青柳拓次などが参加。

#### ベスト・アルバム
1. GOLDEN☆BEST 越美晴 RCA Years - 越美晴名義[16]
2006年7月26日、BMGビクター（BVCK 38118）未公認。
デビュー時からのシングルと初期アルバム3枚から、20曲を1枚に収録したベスト・アルバム。

### 海外盤
YMOのオランダ盤を発売するアムステルダムのレコードレーベル、Pick Up Recordsからリリースされた。

#### 海外盤シングル
アルファレコード（YENレーベル）からリリースされた日本盤アルバムからシングルカットされる形で、海外のみで発売されたシングル。
1. L'Amour Toujours - 越美晴名義（オランダ盤）[17]
1983年、オランダ・アムステルダムのPick Up Recordsからリリース（SPU 0000）。
A面はテレックスの同名曲のカバー。
B面は越美晴の作詞・作曲によるオリジナル曲「Scandal Night」。
いずれもアルバム『Tutu』収録。
2. Petit Paradis (Just Around The Corner)  - 越美晴名義（オランダ盤）[18]
1983年、オランダ・アムステルダムのPick Up Recordsからリリース（SPU 0000）。
A面は日本語、B面は英語バージョン。
アルバム『Tutu』に日本語バージョンのみ収録。
3. アヴェ・マリア Ave Maria  - 越美晴名義（オランダ盤）
1985年、オランダ・アムステルダムのPick Up Recordsからリリース（SPU 0000）。
A面はシューベルトの「アヴェ・マリア」のテクノ・アレンジ。
B面は「マドモアゼル・ジュジュ」。いずれもアルバム『Boy Soprano』収録。

#### 海外盤アルバム
アルファレコード（YENレーベル）からリリースされた日本盤と同時発売された。
1. Tutu - 越美晴名義（オランダ盤）
1983年、Pick Up Recordsからオランダ盤が同時発売。LP：LPU 0003
2. Parallelisme - 越美晴名義（オランダ盤）
1984年、Pick Up Recordsからオランダ盤が同時発売。LP：LPU 0010

### 参加作品
- WE WISH YOU A MERRY CHRISTMAS（1983年11月28日）

3. Bell Tristesse 妙なる悲しみ
2009年リマスター復刻盤『Epoque de Techno』にボーナス・トラックにて収録。
- 女王陛下のピチカート・ファイヴ - ピチカート・ファイヴ（1989年7月21日）

9. 〜d. 自白剤
- MI・YO・TA - 石川セリ（1997年2月20日）

2. 燃える秋
- 戦争に反対する唯一の手段は。-ピチカート・ファイヴのうたとことば-（2002年3月31日）

10. あなたのいない世界で

## ラジオ
- サウンドドラマ「マージナル」1988年10月31日（NHK-FM）主人公・キラ役[3]
- 杉田二郎と越美晴の俺たち音楽仲間（ニッポン放送）
- 越美晴のプリティラブハウス　1981年9月21日-9月25日（山梨放送）
- Daisy Holiday（InterFM）

## 舞台・映画
- 時には娼婦のように（1978年 日活）少女役で出演
- ライチ・光クラブ（1985年）東京グランギニョルの演劇公演で客演[3]
- 銀河鉄道の夜（1985年）作曲・演奏[3]
- 人間の約束（1986年）作曲・編曲[3]
- サザン・ウィンズ（1992年）フィリピン編の音楽制作[3][19]

## CM
- クリナップ「クリンミセスS」CM出演
- サントリー「マドンナ」CM曲「今宵マドンナ」- 第10回広告音楽競技大会作曲賞受賞[3]
- 他、資生堂、カネボウ、三菱、ブルボン、メルセデス・ベンツ、NTT、コスモ証券などのCM曲を手掛ける[3]。